# フィーバー十二支
フィーバー十二支（フィーバーじゅうにし）は、2001年2月にSANKYOが発売した、十二支の動物たちが、大当たり図柄になっているパチンコ機のシリーズ名。
CRフィーバー十二支SPとCRフィーバー十二支GPとフィーバー十二支DXの3機種がある。

## 概要
液晶型のデジパチ。縦型液晶に横スクロールが特徴的で、図柄に描かれている動物たちが走って飛び跳ねる演出などがある。
大当たり図柄は全12種類で、CR機2種は奇数図柄で大当たりすると、10000回転まで継続する確変に突入するSTタイプである。現金機は図柄ごとに時短回数が決められている時短搭載機である。
リーチは、1ラインでテンパイする形と、2ラインでテンパイする形の2パターンがある。2ラインでテンパイして発展するリーチアクションは限られており、複数あるリーチアクションの大半は1ラインテンパイの形となる。

小当たり性能が優秀なので、確変中の止め打ちによる効果は大きい。釘次第では持ち玉を増やすことも可能である。
ワープからステージに到達した玉は、ステージでゆらゆらと揺れるので、電チューへの到達時間が不規則になることが多い。止め打ちを効率よく行うためには、玉がワープに飛び込まないように打つ必要がある。

同時期に発売された縦型液晶に横スクロールの機種として、同社から2001年に発売されたフィーバー兄貴がある。

## スペック
- CRフィーバー十二支SP
  - 賞球数 5&10&15
  - 大当たり最高継続 15R（10カウント）
  - 大当たり確率 1/317.0
  - 確変中大当たり確率　1/63.4
  - 確変突入率　1/2
  - 確変期間　10000回転まで/リミッターなし
- CRフィーバー十二支GP
  - 賞球数 5&10&15
  - 大当たり最高継続 13R（10カウント）
  - 大当たり確率 1/281.0
  - 確変中大当たり確率　1/56.2
  - 確変突入率　1/2
  - 確変期間　10000回転まで/リミッターなし
- フィーバー十二支DX
  - 賞球数 5&10&13
  - 大当たり最高継続 16R（10カウント）
  - 大当たり確率 1/210.5
  - 時短突入率　9/12
  - 時短回数

三•七　200回
一•五•九•十一　100回
八•十•十二　50回
二•四•六　0回

## 図柄
- 一（子）
- 二（丑）
- 三（寅）
- 四（卯）
- 五（辰）
- 六（巳）
- 七（午）
- 八（未）
- 九（申）
- 十（酉）
- 十一（戌）
- 十二（亥）

## 演出
じゃんぷ

デジタルが停止動作に入った時、画面に「じゃんぷ」の文字が出てきて、上下の出目が画面外に飛び出して戻ってくるのが「じゃんぷアクション」である。
発生すると出目が切り替わり、ハズレ･上下テンパイでリーチ･だぶるリーチ･おいちょかぶ目のいずれかになる。ハズレ以外はいずれに発展した場合でも大当たりの期待度が高くなる。
だぶるリーチはじゃんぷ経由からのみ発展することがある。
予告アクション

リーチ発生率が高まるものから確定するものまであり、プレミアムパターンを含めて全5種類存在する。
予告同士で複合することはないが、じゃんぷアクションとは複合する。じゃんぷアクションと複合した場合は、リーチ発展率が100%ではない予告でも必ずリーチになる。

- 桜花びら

デジタル回転開始と同時に画面が暗くなり、桜の花びらが1枚だけ上から落ちてくる。必ずリーチに発展するわけではない。
- 桜吹雪

デジタル回転開始と同時に画面が暗くなり、大量の花びらが舞う。必ずリーチに発展する。
- 黒子

デジタルが停止動作に入った時、黒子の猫が登場する。下の出目を黒幕で覆い、違う図柄に変更する動きを見せる。必ずリーチに発展するわけではない。
- 猫鯛

画面が突如切り替わり、猫が横切って大量の鯛が降ってくる。必ずリーチに発展し、大当たり信頼度も高い。
- めでたい

画面が切り替わり、猫と縁起物である巨大な熊手が登場する。出現率は低いが、発生した時点で大当たりが確定するプレミアム予告である。
リーチアクション

大きく2パターンに分かれる全12通りのリーチアクションがある。
のーまる系
画面が切り替わらず、そのまま進行していくのが「のーまる系」である。1ラインのリーチよりもだぶるリーチの方が大当たり信頼度は高いが、出現率は低くなっている。
- のーまるリーチ

信頼度の低い普通のリーチだが、のーまる系だけでなく、かぶ目系のリーチに発展する可能性も秘めている。
- ろんぐリーチ

のーまるリーチ後に、図柄が停止することなくそのまま発展する。画面が暗くなり、花火が次々と打ち上げられ、中出目がコマ送り動作を行う。
- たまやろんぐリーチ

のーまるリーチ後に、ハズレで一度停止してから発展する。アクション自体は突入パターンが異なるだけで、ろんぐリーチと変わらない。
- だぶるろんぐリーチ

のーまるリーチ後に、ハズレで一度停止してから発展する。アクション自体はろんぐと同様で、じゃんぷ発生時にのみ発展することがある。
- 雷神リーチ

三共劇場の舞台になり、「雷神」という声がすればこのリーチに発展する。雷神が雷撃で中出目を進めていき、爆炎に包まれた後、リーチ図柄になっていれば大当たりとなる。
- だぶる雷神リーチ

雷神リーチと同様のアクションを行う。じゃんぷ発生時にのみ発展することがある。
- 風神リーチ

のーまるがハズれた後に、「風神」という声がすればこのリーチに発展する。中出目を吹き飛ばしていき、大当たり図柄と他の図柄1つだけにする。2つとも大当たり図柄のプレミアムパターンも存在する。
- だぶる風神リーチ

風神リーチと同様のアクションを行う。じゃんぷ発生時にのみ発展することがある。
かぶ目系
おいちょかぶ目から発展するのが、「かぶ目系」アクションである。かぶ目が停止した後に仙人が登場するパターンと、画面が鳥居に切り替わるパターンがある。
かぶ目系アクションは、のーまるから発展することもあるが、その場合はハズレで一旦停止してからの発展となり、三共劇場の画面にはならない。
- 大入リーチ

デジタルが通常の3桁から4桁になり、変則的なダブルリーチとなる。中の出目2つが揃って回転し、上から3桁か下から3桁のいずれかが揃えば大当たりとなる。
- 宝くじリーチ

画面下部に番号が表示され、その上で数字が描かれた小判が回転し、抽選が行われる。抽選結果とくじの番号が一致すれば大当たりとなる。小判が揃って回転した場合と、くじの番号が「3940」の場合は、出現した時点で大当たりが確定となるプレミアムパターンである。
- 全回転リーチ

3つの図柄が揃って回るアクションで、画面に全回転の文字が表示された後、「あた〜り〜」の声がして、全回転動作に突入する。
- だるま落としリーチ

神社の鳥居に画面が切り替わり、だるまが登場する。小槌でハズレ図柄を次々に飛ばして大当たりを狙う。3つ揃いのところで停止すれば大当たりとなる。ロボだるまが登場するパターンはプレミアムである。
おいちょかぶシステム

上･中･下3つの図柄の出目の合計が9になる、おいちょかぶ目が停止した場合に突入する。宝くじリーチ、大入リーチ、全回転リーチ、だるま落としリーチのいずれかのリーチに発展し、高確率で大当たりに結びつく演出である。
図柄が停止する際に、数字の部分に「寿」マークが乗っていた場合には、必ず合計が9になる組み合わせで停止する仕組みになっている。
おいちょかぶシステムが発動し、液晶上に仙人が登場すれば、宝くじ･大入･全回転のいずれかに発展し、画面が鳥居に切り替わった場合は、だるま落としに発展する。おいちょかぶシステム発動後のかぶ目系リーチは、宝くじリーチに発展することが多い。
再抽選アクション

再抽選演出が始まると、液晶にふすまが現れる。ふすまの左側には通常図柄、右側には確変図柄が配置されており、最終的に右のふすまが開けば確変に昇格する。
確変に昇格する演出パターンは4種類ある。

①通常パターン
猫が右を指差して右のふすまが開く
②逆開きパターン
猫が左を指差して右のふすまが開く
③両開きパターン
一旦左のふすまが開いた後に、右のふすまが開いて昇格する
④落下パターン
左のふすまが開いた後に、上から確変図柄が落ちてくる
確変中の止め打ち手順

①小デジタル回転で打ち出し停止

②台枠ランプ5回点滅で打ち出し再開

③電チュー開放で打ち出しを停止し、閉じたら再び打ち出す

④電チュー2回目開放で打ち出し停止

以後、①に戻って一連の手順を繰り返す。

|                    | 通常時    | 確変時    |
| ------------------ | --------- | --------- |
| 小当たり確率       | 10/11     | 10/11     |
| 小デジタル回転時間 | 29.2秒    | 6.0秒     |
| 電チュー開放時間   | 0.2秒 1回 | 1.8秒 2回 |

## コンシューマ移植
- FEVER5～SANKYO公式パチンコシミュレーション(プレイステーション用)
  - 『FEVER5～SANKYO公式パチンコシミュレーション』(プレイステーション用、インターナショナルカードシステム、2002年11月7日発売、SLPS-91495、JAN-4997940201146)にCRフィーバー十二支SP、CRフィーバー十二支GP、フィーバー十二支DXが収録。